# Clay Thompson
Clarence „Clay“ Alley Thompson IV (* 4. Mai 1992 in Los Angeles, Kalifornien) ist ein ehemaliger US-amerikanischer Tennisspieler.

## Persönliches
Thompson beendete sein Studium im Hauptfach English/Creative Writing an der University of California, Los Angeles im Sommer 2014 mit einem Bachelor-Abschluss.

## Karriere
Von 2010 bis 2014 war Thompson für die UCLA Bruins im College Tennis aktiv.
Nach drei durchschnittlichen Jahren gehörte er in seiner letzten Saison zu den erfolgreichsten Spielern des Landes und war von Januar bis Juni 2014 Führender der ITA-Rangliste im Einzel. Im November 2013 feierte er seinen größten Erfolg, als er bei den Hallenmeisterschaften in New York City siegte.
Thompson trat erstmals im Jahr 2013 auf der Profitour in Erscheinung. Von Juli bis September war er bei vier Turnieren der ITF Future Tour im Einsatz, gewann aber nur ein Match. Im Jahr 2014 ermöglichten ihm Wildcards die Teilnahme an höherklassigen Turnieren. Im Februar debütierte beim Turnier in Dallas im Hauptfeld eines Challengers, als er sein Auftaktspiel gegen Steve Johnson verlor. Beim Indian Wells Masters scheiterte in der Qualifikation an Bobby Reynolds. In Newport gab er auf Rasen seinen Einstand auf der ATP World Tour, verlor aber erneut gegen Steve Johnson.
Thompson spielt ab 2015 überwiegend auf der Challenger Tour, wobei der Einzug ins Halbfinale beim Turnier in Champaign im November 2015 sein bestes Ergebnis war.
2017 spielte er letztmals Profiturniere.

## Spielweise
Nachdem er zu Anfang seiner Collegekarriere noch als Grundlinienspieler auftrat, stellte er sein Spiel im Jahr 2013 um. Es war nun auf Serve and Volley ausgerichtet. Eine seiner größten Stärken war sein Aufschlag, bei dem ihm seine Größe von annähernd zwei Metern zugutekommt.